# Undateable

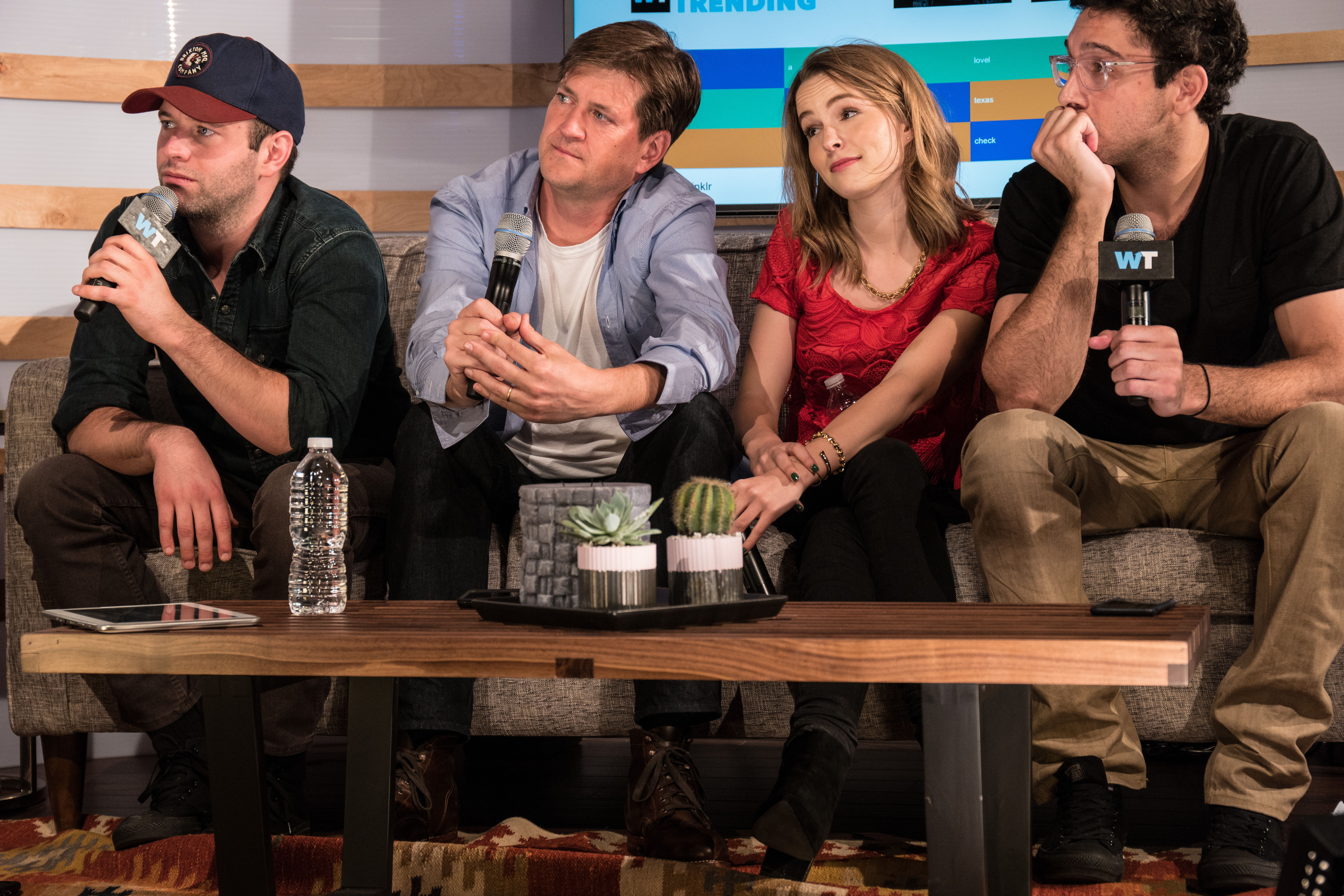
Brent Morin, Bill Lawrence, Bridgit Mendler y Rick Glassman de NBC Undateable en 2015

Undateable (Solteros desesperados en Hispanoamérica) es una comedia de situación estadounidense creada por Adam Sztykiel, transmitida por la cadena NBC. Se estrenó el 29 de mayo de 2014 en los Estados Unidos. 
El 23 de julio se estrenó en Sudamérica transmitido por Warner Channel.
El 8 de mayo de 2015 NBC anuncio la renovación para una tercera temporada que se estrenó el 9 de octubre de 2015 en Estados Unidos.
El 13 de mayo de 2016, NBC canceló la serie después de 3 temporadas.

## Elenco

### Principal
- Chris D'Elia como Danny Burton.
- Brent Morin como Justin Kearney.
- Bridgit Mendler como Candace.
- Bianca Kajlich como Leslie Burton.
- David Fynn como Brett.
- Rick Glassman como Burski.
- Ron Funches como Shelly.
- Briga Heelan como Nicki.
- Eva Amurri Martino como Sabrina.

### Recurrente
- Briga Heelan como Nicki.
- Eva Amurri Martino como Sabrina, exnovia de Danny. (Temporada 1)
- Rory Scovel como Kevin.
- Adam Hagenbuch como Trent, ex.novio de Candace. (Temporada 2)

### Participación especial
- Tom Cavanagh como Frank, Padre de Justin.
- Ed Sheeran como el mismo.
- Victoria Justice como Amanda.
- Zach Braff como compañero de trabajo de Shelly.
- Donald Faison como compañero de trabajo de Shelly.
- Christa Miller como Ally.
- Kathryn Newton como Alexis.
- Neil Flynn como cliente.
- Drew Pinsky como cliente.
- Mike Catherwood como Mike.
- Kate Walsh como cliente.
- Scott Foley como el mismo.

## Episodios

### Temporada 1 (2014)
| Nº de serie | Nº de temp. | Título               | Estreno en Estados Unidos | Estreno en Latinoamérica | Audiencia |
| ----------- | ----------- | -------------------- | ------------------------- | ------------------------ | --------- |
| 1           | 1           | «Pilot»              | 28 de mayo de 2014        | 23 de julio de 2014      | 3.84      |
| 2           | 2           | «Pants Buddies»      | 29 de mayo de 2014        | 30 de julio de 2014      | 3.82      |
| 3           | 3           | «Three A Crowd»      | 5 de junio de 2014        | 6 de agosto de 2014      | 2.99      |
| 4           | 4           | «The Switch»         | 5 de junio de 2014        | 13 de agosto de 2014     | 2.86      |
| 5           | 5           | «The Hero is Me»     | 12 de junio de 2014       | 20 de agosto de 2014     | 3.22      |
| 6           | 6           | «Leader of The Pack» | 12 de junio de 2014       | 27 de agosto de 2014     | 2.97      |
| 7           | 7           | «The Move»           | 19 de junio de 2014       | 3 de septiembre de 2014  | 2.54      |
| 8           | 8           | «The Jelius Effect»  | 19 de junio de 2014       | 10 de septiembre de 2014 | 2.52      |
| 9           | 9           | «Low Hanging Fruit»  | 26 de junio de 2014       | 17 de septiembre de 2014 | 2.63      |
| 10          | 10          | «Daddy Issues»       | 26 de junio de 2014       | 24 de septiembre de 2014 | 2.45      |
| 11          | 11          | «Let There Be Light» | 3 de julio de 2014        | 1 de octubre de 2014     | 2.24      |
| 12          | 12          | «Danny's Boys»       | 3 de julio de 2014        | 8 de octubre de 2014     | 2.07      |
| 13          | 13          | «Go For Gary»        | 3 de julio de 2014        | 15 de octubre de 2014    | 1.99      |

### Temporada 2 (2015)
| Nº de serie | Nº de temp. | Título                                    | Estreno en Estados Unidos | Estreno en Latinoamérica | Audiencia |
| ----------- | ----------- | ----------------------------------------- | ------------------------- | ------------------------ | --------- |
| 14          | 1           | «A Japanese Businessman Walks Into a Bar» | 17 de marzo de 2015       | 28 de junio de 2015      | 6.43      |
| 15          | 2           | «Candace's Boyfriend Walks Into a Bar»    | 24 de marzo de 2015       | 28 de junio de 2015      | 5.18      |
| 16          | 3           | «An Imaginary Torch Walks Into a Bar»     | 31 de marzo de 2015       | 4 de agosto de 2015      | 4.98      |
| 17          | 4           | «A Stray Dog Walks Into a Bar»            | 14 de abril de 2015       | 4 de agosto de 2015      | 5.10      |
| 18          | 5           | «A Priest Walks Into a Bar»               | 21 de abril de 2015       | 11 de agosto de 2015     | 4.85      |
| 19          | 6           | «A Sibling Rivalry Walks Into a Bar»      | 28 de abril de 2015       | 11 de agosto de 2015     | 4.53      |
| 20          | 7           | «A Live Show Walks Into a Bar - Parte 1»  | 5 de mayo de 2015         | 18 de agosto de 2015     | 4.21      |
| 21          | 8           | «A Live Show Walks Into a Bar - Parte 2»  | 5 de mayo de 2015         | 18 de agosto de 2015     | 4.21      |
| 22          | 9           | «An Angry Judge Walks Into a Bar»         | 12 de mayo de 2015        | 25 de agosto de 2015     | 4.01      |
| 23          | 10          | «Cop Number Four Walks Into a Bar»        | 12 de mayo de 2015        | 25 de agosto de 2015     | 4.01      |

### Temporada 3 (2015 2016)
| Nº de serie | Nº de temp. | Título                                     | Estreno en Estados Unidos | Estreno en Latinoamérica | Audiencia |
| ----------- | ----------- | ------------------------------------------ | ------------------------- | ------------------------ | --------- |
| 24          | 1           | «A Will They Walks Into a Bar»             | 9 de octubre de 2015      | TBA                      | 2.54      |
| 25          | 2           | «A Won't They Walks Into a Bar»            | 9 de octubre de 2015      | TBA                      | 2.54      |
| 26          | 3           | «A Rock and Hard Place Walk Into a Bar»    | 16 de octubre de 2015     | TBA                      | 3.13      |
| 27          | 4           | «A Truth Hug Walks Into a Bar»             | 23 de octubre de 2015     | TBA                      | 2.58      |
| 28          | 5           | «Halloween Walks Into a Bar»               | 30 de octubre de 2015     | TBA                      | 2.60      |
| 29          | 6           | «A Puppet Walks Into a Bar»                | 6 de noviembre de 2015    | TBA                      | 2.64      |
| 30          | 7           | «An Origin Story Walks Into a Bar»         | 20 de noviembre de 2015   | TBA                      | 2.72      |
| 31          | 8           | «A Bachelorette Party Walks Into a Bar»    | 4 de diciembre de 2015    | TBA                      | 2.86      |
| 32          | 9           | «A Box of Puppies Walks Into a Bar»        | 11 de diciembre de 2015   | TBA                      | 2.74      |
| 33          | 10          | «A New Year's Resolution Walks Into a Bar» | 8 de enero de 2016        | TBA                      | 3.15      |
| 34          | 11          | «Danny's Boyz Walk Into a Bar»             | 15 de enero de 2016       | TBA                      | 2.75      |
| 35          | 12          | «The Backstreet Boys Walk Into a Bar»      | 29 de enero de 2016       | TBA                      | TBA       |
| 36          | 13          | «The Backstreet Boys Walk Into a Bar»      | 29 de enero de 2016       | TBA                      | TBA       |